# Team Picnic PostNL (Frauenteam)/Saison 2025
Diese Liste beschreibt Die Mannschaft und die Siege des UCI Women’s WorldTeams Picnic PostNL in der Saison 2025.

## Mannschaft
| Teamkader 2025          | Teamkader 2025     | Teamkader 2025         | Teamkader 2025                         |
| Name                    | Geburtsdatum       | Land                   | Vorheriges Team                        |
| ----------------------- | ------------------ | ---------------------- | -------------------------------------- |
| Silje Bader             | 24. September 2005 | Niederlande            | GT Krush Rebellease (2024)             |
| Francesca Barale        | 29. April 2003     | Italien                | VO2 Team Pink (2021)                   |
| Rachele Barbieri        | 21. Februar 1997   | Italien                | Liv Racing TeqFind (2023)              |
| Marta Cavalli           | 18. März 1998      | Italien                | FDJ-Suez (2024)                        |
| Eleonora Ciabocco       | 4. März 2004       | Italien                |                                        |
| Pfeiffer Georgi         | 27. September 2000 | Vereinigtes Königreich | Jadan Weldtite (2018)                  |
| Ella Heremans           | 28. März 2006      | Belgien                |                                        |
| Megan Jastrab           | 29. Januar 2002    | Vereinigte Staaten     | Rally Cycling (2020)                   |
| Franziska Koch          | 13. Juli 2000      | Deutschland            | Watersley International (2019)         |
| Charlotte Kool          | 6. Mai 1999        | Niederlande            | NXTG Racing (2021)                     |
| Josie Nelson            | 8. April 2002      | Vereinigtes Königreich | Coop-Hitec Products (2023)             |
| Esmée Peperkamp         | 23. Juli 1997      | Niederlande            | Loving potatoes-de Jonge Renner (2020) |
| Mara Roldan             | 7. April 2004      | Kanada                 | Cynisca Cycling (2024)                 |
| Abi Smith               | 1. April 2002      | Vereinigtes Königreich | EF Education-TIBCO-SVB (2023)          |
| Becky Storrie           | 27. September 1998 | Vereinigtes Königreich | Cams Basso (2022)                      |
| Elise Uijen             | 23. Juni 2003      | Niederlande            |                                        |
| Nienke Vinke            | 22. Juni 2004      | Niederlande            |                                        |
| Juliana Londoño         | 14. Januar 2005    | Kolumbien              | World Cycling Centre (2024)            |
|                         |                    |                        |                                        |
| Quelle: ProCyclingStats |                    |                        |                                        |

## Siege
| Siege | Siege  | Siege | Siege  | Siege  | Siege |
| Datum | Rennen | Staat | Klasse | Sieger |       |
| ----- | ------ | ----- | ------ | ------ | ----- |

## UCI-Weltranglisten-Platzierungen
| UCI-Ranking | UCI-Ranking | UCI-Ranking | UCI-Ranking |
| Fahrer      | Fahrer      | Land        | Punkte      |
| ----------- | ----------- | ----------- | ----------- |